# 바이오하자드: 더 시리즈
《바이오하자드: 더 시리즈》(영어: Resident Evil)는 넷플릭스에서 2022년 7월 공개된 미국의 좀비, 액션, 공포 드라마이다. 캡콤의 동명 비디오 게임 시리즈를 실사화한 작품이다.